# Haute-Sorne
Haute-Sorne − miejscowość i gmina w Szwajcarii, w kantonie Jura, w okręgu Delémont. Pod względem powierzchni jest największą gminą w okręgu. Powstała 1 stycznia 2013 w wyniku połączenia gmin Bassecourt, Courfaivre, Glovelier, Soulce i Undervelier.

## Demografia
W Haute-Sorne mieszka 7319 osób. W 2020 roku 15,4% populacji gminy stanowiły osoby urodzone poza Szwajcarią. 

## Transport
Przez teren gminy przebiegają autostrada A16 oraz droga główna nr 18.